# Oru
Oru je vesnice v estonském kraji Läänemaa, samosprávně patřící do Lääne-Nigula.